# Maila Nurmi
Maila Elizabeth Syrjäniemi (Pechenga, 21 de dezembro de 1921 – Los Angeles, 10 de janeiro de 2008), mais conhecida como Maila Nurmi, foi uma atriz finlandesa que ficou conhecida pelos papéis nos filmes de Ed Wood. Maila nasceu na cidade de Petsamo, na Finlândia, que atualmente chama-se Pechenga e pertence à Federação Russa. Sobrinha do Grande atleta olímpico Paavo Nurmi, mudou-se para os Estados Unidos quando tinha apenas dois anos, vivendo em uma comunidade finlandesa no norte do estado do Ohio. Antes de trabalhar com Ed Wood, Maila fez pequenas participações em filmes e alguns trabalhos como modelo fotográfica. Maila também chegou a trabalhar na Broadway, onde teve uma curta passagem.
Teve um pequeno romance com Orson Welles. Em 1980 abriu um processo contra Cassandra Peterson, criadora da personagem Elvira. Maila teria alegado que Elvira foi uma apropriação de sua personagem Vampira, mas seu processo foi derrotado. Em 2008, Maila morreu de um ataque cardíaco, enquanto dormia, aos 85 anos.

## Vampira

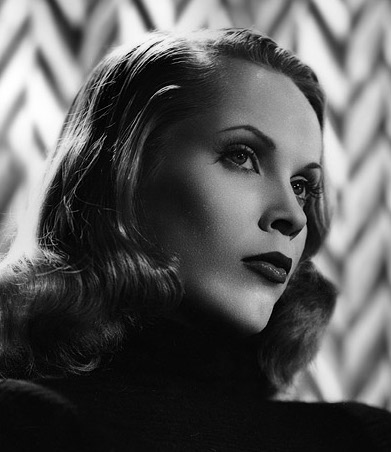
Maila Nurmi em 1947.

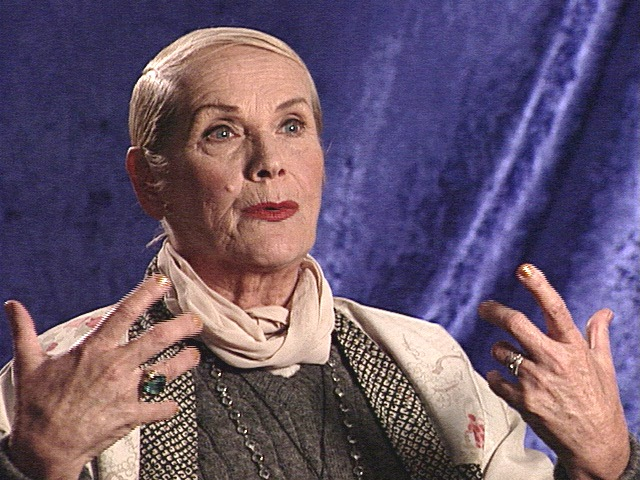
Maila Nurmi em 2001.

A personagem Vampira surgiu por acaso, em um baile de máscaras, quando um produtor de televisão achou interessante a fantasia que Maila usava, convidando-a a fazer parte de uma série televisiva, conhecida como The Vampira Show, que teve duração de um ano. Com o cancelamento da série, Maila reteve os direitos da personagem, que apareceu em várias séries e filmes, sendo a mais notável no filme Plano 9 do Espaço Sideral, do diretor Ed Wood.